# Jun Iwashita
Jun Iwashita (岩下 潤 Iwashita Jun?), född 8 april 1973 i Shizuoka prefektur, är en japansk före detta fotbollsspelare.
Iwashita började sin karriär 1992 i Shimizu S-Pulse. 1996 flyttade han till Vissel Kobe. Efter Vissel Kobe spelade han för Jatco TT. Han avslutade karriären 2001.